# Boșorod
Boșorod [ˈboʃorod] (deutsch Bosendorf, ungarisch Bosorod) ist eine Gemeinde im Kreis Hunedoara in der Region Siebenbürgen in Rumänien.
Der Ort ist auch unter der ungarischen Bezeichnung Felkitid bekannt.

## Geographische Lage

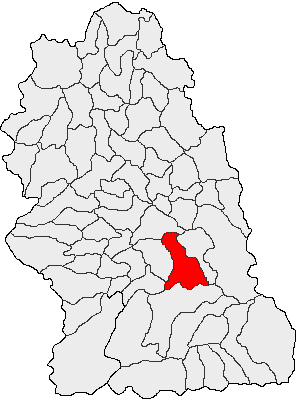
Lage der Gemeinde Boșorod im Kreis Hunedoara

Die Gemeinde liegt in der historischen Region des Hatzeger Landes (Țara Hațegului), in den nordwestlichen Ausläufern des Șureanu-Gebirges. In der Südhälfte des Kreises Hunedoara an der Kreisstraße (drum județean) DJ 668A, befindet sich der Ort ca. 12 Kilometer südöstlich der nächsten Stadt Călan (Klandorf); die Kreishauptstadt Deva (Diemrich) liegt ca. 32 Kilometer nordwestlich entfernt. Auf einer Fläche von 12.677 Hektar, erstreckt sich die Gemeinde mit ihren neun Dörfern und Weilern in einer bergigen Landschaft von 308 bis 987 m ü.NHN. Am höchsten gelegen ist der Ort Alun (Nussdorf).

## Geschichte
Der im Mittelalter zur Burg Hunedoara gehörende Ort mit seinen ausgedehnten Waldgebieten wurde 1377 erstmals urkundlich erwähnt. Später entstanden hier die Streusiedlungen Luncani (Wiesendorf) und Grădiștea de Munte (Gem. Orăștioara de Sus). Eine Besiedlung der Region reicht jedoch – nach Funden in der Cioclovina-Höhle – bis in die Steinzeit zurück. Hier wurde zudem ein Hortfund aus der späten Bronzezeit, bestehend aus Bronze-Schmuck und hunderten Perlen (ca. 3500 Jahre alt), entdeckt.
Die Hauptbeschäftigung der Bevölkerung sind die Landwirtschaft, der Obstbau, die Holzverarbeitung und die Viehzucht.

## Bevölkerung
Bei der Volkszählung 1850 lebten auf dem Gebiet der heutigen Gemeinde 2550 Menschen. 2412 davon waren Rumänen, 74 Ungarn und 64 andere (davon 55 Roma). Die höchste Einwohnerzahl (3535) wurde 1910 erreicht. 2002 wurden noch 2257 Menschen gezählt, davon 2253 Rumänen und vier Ungarn. Die höchste Anzahl der Rumänen (3352) wurde 1966, die der Ungarn (104) und der Deutschen (35) 1880 und die der Roma 1850 gezählt. Darüber hinaus bezeichneten sich 1890 acht, 1910 33 und 1966 einer als Ukrainer.

## Sehenswürdigkeiten
- Die Gemeinde ist Ausgangspunkt zum Naturreservat Grădiște-Cioclovina.
- Im Südosten des Dorfes Luncani wurde 1949 bei archäologischen Ausgrabungen eine dakische Festung – Cetatea Jidovilor genannt – gefunden;[6] steht unter Denkmalschutz.[7]
- Die Cioclovina-Höhle[8] beim gleichnamigen Dorf Cioclovina ist nach unterschiedlichen Angaben 430 Meter[4] oder 763 Meter lang,[8] hier kommt das Mineral Adrealit vor.[9]
- Die Holzkirche Adormirea Maicii Domnului im Dorf Luncani und die Steinkirche in Chitid, im 18. Jahrhundert errichtet, stehen unter Denkmalschutz.[7]